# Blastobasis simplicella
Blastobasis simplicella é uma espécie de mariposa do gênero Blastobasis pertencente à família Coleophoridae.